# Список прем'єр-міністрів Камбоджі
У статті подано список прем'єр-міністрів Камбоджі.
Посаду прем'єр-міністра Камбоджі було запроваджено 18  березня 1945 року.

## 1945—1953
- Нородом Сіанук — 18 березня — 13 серпня 1945
- Сон Нгок Тан — 14 серпня — 16 жовтня 1945
- Сісават Монірет — 17 жовтня 1945 — 15 грудня 1946
- Сісават Ютевонг — 15 грудня 1946 — 17 липня 1947
- Сісават Вачаявонг — 25 липня 1947 — 20 лютого 1948
- Чхеан Вам — 20 лютого — 14 серпня 1948
- Пенн Нут — 15 серпня 1948 — 21 січня 1949
- Єм Самбур — 12 лютого — 20 вересня 1949
- Аю Кеус — 20-29 вересня 1949
- Єм Самбур — 29 вересня 1949 — 28 квітня 1950
- Нородом Сіанук — 28 квітня — 30 травня 1950 (вдруге)
- Сісават Моніпонг — 30 травня 1950 — 3 березня 1951
- Оум Чхеанг Сун — 3 березня — 12 жовтня 1951
- Хюї Кантхул — 13 жовтня 1951 — 16 червня 1952
- Нородом Сіанук — 16 червня 1952 — 24 січня 1953 (втретє)
- Пенн Нут — 24 січня — 9 листопада 1953 (вдруге)

## Королівство Камбоджа
- Пенн Нут — 9-22 листопада 1953
- Чан Нак — 22 листопада 1953 — 7 квітня 1954
- Нородом Сіанук — 7 - 18 квітня 1954 (вчетверте)
- Пенн Нут — 18 квітня 1954 — 25 січня 1955 (втретє)
- Ленг Нгет — 25 січня — 3 жовтня 1955
- Нородом Сіанук — 3 жовтня 1955 — 4 січня 1956 (вп'яте)
- Оум Чхеанг Сун — 4 січня — 29 лютого 1956 (вдруге)
- Нородом Сіанук — 1 березня — 3 квітня 1956 (вшосте)
- Кхім Тіт — 3 квітня — 15 вересня 1956
- Нородом Сіанук — 15 вересня — 15 жовтня 1956 (всьоме)
- Сан Юн — 25 жовтня 1956 — 9 квітня 1957
- Нородом Сіанук — 9 квітня — 27 липня 1957 (увосьме)
- Сім Вар — 27 липня 1957 — 11 січня 1958
- Ек Ї Оун — 11 — 17 січня 1958
- Пенн Нут — 17 січня — 24 квітня 1958 (вчетверте)
- Сім Вар — 24 квітня — 10 липня 1958 (вдруге)
- Нородом Сіанук — 10 липня 1958 — 18 квітня 1960 (вдев'яте)
- Фо Прюнг — 18 квітня 1960 — 28 січня 1961
- Пенн Нут — 28 січня — 17 листопада 1961 (уп'яте)
- Нородом Сіанук — 17 листопада 1961 — 13 лютого 1962 (вдесяте)
- Нхієк Тіулонг — 13 лютого — 6 серпня 1962
- Чау Сен Коксал Чхум — 6 серпня — 6 жовтня 1962
- Нородом Кантол — 6 жовтня 1962 — 25 жовтня 1966
- Лон Нол — 25 жовтня 1966 — 2 травня 1967
- Сон Санн — 2 травня 1967 — 30 січня 1968
- Пенн Нут — 30 січня 1968 — 14 серпня 1969 (ушосте)
- Лон Нол — 14 серпня 1969 — 9 жовтня 1970 (вдруге)

## Кхмерська Республіка
- Лон Нол — 9 жовтня 1970 — 11 березня 1971
- Сісават Сірік Матак — 11 березня 1971 — 18 березня 1972
- Сон Нгок Тан — 18 березня — 14 жовтня 1972
- Хан Тун Хак — 14 жовтня 1972 — 16 травня 1973
- Ін Там — 16 травня — 26 грудня 1973
- Лонг Борет — 26 грудня 1973 — 17 квітня 1975
- Пенн Нут — 17 квітня 1975 — 4 квітня 1976 (всьоме)
- Кхіеу Сампхан — 4 - 14 квітня 1976
- Пол Пот — 14 квітня — 27 вересня 1976
- Нуон Чеа — 27 вересня — 25 жовтня 1976
- Пол Пот — 25 жовтня 1976 — 7 січня 1979 (вдруге)

## Народна Республіка Кампучія
- 1979—1981 — посада скасована
- Пен Сован — 27 червня — 5 грудня 1981
- Чан Си — 5 грудня 1981 — 26 грудня 1984
- Гун Сен — 14 січня 1985 — 1 травня 1989

## Держава Камбоджа
- Гун Сен — 1 травня 1989 — 2 липня 1993

## Королівство Камбоджа
- Гун Сен — 24 вересня 1993 — 30 листопада 1998 (2 — ий прем'єр-міністр)
- Нородом Ранаріт — 24 вересня 1993 — 6 липня 1997 (1 — ий прем'єр-міністр)
- Унг Хуот — 16 липня 1997 — 30 листопада 1998 (1 — ий прем'єр-міністр)
- Гун Сен — 30 листопада 1998 — 2023
- Хун Манет (2023-)